# La Venganza de los Ex Brasil
La Venganza de los Ex Brasil (en su idioma original: De Férias com o Ex Brasil) es un reality show transmitido por MTV Brasil. Es la versión brasileña del formato original británico Ex on the Beach. Fue estrenada el 13 de octubre de 2016. Cuenta con cinco hombres y cinco mujeres que disfrutan de unas vacaciones de verano en el paraíso, mientras que buscan amor. Sin embargo, se les unieron sus ex para agitar las cosas. Cada ex esta allí, ya sea por venganza o revivir su amor. El espectáculo es narrado por Allan Arnold.

## Temporadas
| Año  | Temporada   | Ubicación                           | Episodios |
| ---- | ----------- | ----------------------------------- | --------- |
| 2016 | Temporada 1 | Playa de Pipa, Río Grande del Norte | 10        |
| 2017 | Temporada 2 | Playa de Pipa, Río Grande del Norte | 10        |
| 2018 | Temporada 3 | Itacaré, Bahía                      | 12        |
| 2019 | Temporada 4 | IIhabela, Sao Paul                  | 12        |
| 2019 | Temporada 5 | Trancoso, Bahía                     | 12        |
| 2020 | Temporada 6 | Jericoacoara, Ceará                 | 12        |
| 2021 | Temporada 7 | IIhabela, Sao Paulo                 | 12        |

### Temporada 1 (2016)
La primera temporada del programa se estrenó en MTV (Brasil) el 13 de octubre de 2016.

### Temporada 2 (2017)
La segunda temporada del programa se estrenó en MTV (Brasil) el 19 de octubre de 2017.

### Temporada 3 (2018)[3]
La tercera temporada se estrenó el 27 de septiembre de 2018, finalizó el 13 de diciembre de 2018 después de doce episodios. Se estrenó en MTV Latinoamérica en enero de 2021, se estrenó incluso después de la quinta sexta temporada.

### Temporada 4 (2019)
Se estrenó en MTV el jueves 25 de abril de 2019. La temporada concluyó el 11 de julio de 2019 después de doce episodios. Se filmó en IIhabela, Sao Paul, y fue la primera temporada filmada fuera del Nordeste.

### Temporada 5 (2019)
La quinta temporada titulada como "De Férias com Ex Brasil: Celebs" fue emitida en MTV Brasil desde octubre de 2019. La temporada combina celebridades y exparticipantes de temporadas anteriores. El programa se grabó entre el 18 de agosto de 2019 y el 11 de septiembre de 2019 en Trancoso, Bahía. Se estrenó en MTV Latinoamérica el 31 de agosto de 2020, es la tercera temporada emitida en esa cadena después de la segunda temporada.

### Temporada 6 (2020)
La sexta temporada se estrenó en abril de 2020, fue grabado en Jericoacoara, Ceará. Se estrenó en MTV Latinoamérica el 19 de octubre de 2020.

### Temporada 7 (2021)
La séptima temporada titulada "De Férias com Ex Brasil: Celebs 2" se estrenó el 8 de abril de 2021. Esta es la segunda temporada que mezcla celebridades y exparticipantes de temporadas anteriores. Las grabaciones del programa se realizaron entre los meses de enero y febrero de 2021 en Ilhabela, en la costa de São Paulo. Se estrenó el 23 de junio de 2021 en MTV Latinoamérica.

## Otras apariciones
Antes o después de aparecer en Vacaciones con los Ex (Brasil), algunos participantes compitieron en otro programas.
- A Fazenda
  - Gabi Prado – Temporada 10 (2018) – 6.ª Eliminada
  - Jhenyfer Dulz – Temporada 11 (2019) – 6.ª Eliminada
  - Tati Dias – Temporada 11 (2019) – 4.ª Eliminada
  - Lipe Ribeiro – Temporada 12 (2020) – 4.º Finalista
  - Stéfani Bays – Temporada 12 (2020) – 3.º Finalista
  - Gui Araujo – Temporada 13 (2021) – En competencia
  - Lary Botino – Temporada 13 (2021) – 5.ª Eliminada
  - Rico Melquiades – Temporada 13 (2021) – En competencia

- Power Couple Brasil
  - André Coelho y Anna Clara Maia – Temporada 4 (2019) – 3.º Finalistas
  - Mirela Janis – Temporada 5 (2021) – 6.ª Eliminada
- Ilha Record
  - Any Borges – Temporada 1 (2021) – Ganadores
  - Claudinho Matos – Temporada 1 (2021) – 12.º Eliminado

- The Challenge

| Participante            | Temporadas              | Desafíos ganados | Dinero ganado |
| ----------------------- | ----------------------- | ---------------- | ------------- |
| João Paulo "JP" Andrade | La Guerra de los Mundos | Ninguno          | $0            |